# Ksar El-Mdint
Ksar El-Mdint (en arabe : قصر لمدينت) est un village fortifié dans la province de Ouarzazate, région de Draa-Tafilalet au sud-est du Maroc .